# Out of This World (album)
Out of This World je četvrti studijski album švedskog heavy metal sastava Europe. Objavljen je 9. kolovoza 1988. godine. Kao i prošli album, i ovaj je imao značajan komercijalni uspjeh. Veliki hitovi s albuma su: "Superstitious", "Open Your Heart", "Let the Good Times Rock", "More Than Meets the Eye" i "Sign of the Times".

## Popis pjesama
1. "Superstitious" - 4:35
2. "Let the Good Times Rock" - 4:04
3. "Open Your Heart" - 4:04
4. "More Than Meets the Eye" (Tempest, Marcello, Michaeli) - 3:20
5. "Coast to Coast" (Tempest, Marcello, Michaeli) - 4:00
6. "Ready or Not" - 4:05
7. "Sign of the Times" - 4:15
8. "Just the Beginning" (Tempest, Marcello) - 4:32
9. "Never Say Die" - 4:00
10. "Lights and Shadows" -	4:04
11. "Tower's Callin'" - 3:48
12. "Tomorrow" - 3:04

- Sve pjesme napisao je Joey Tempest, osim gdje je drukčije navedeno.

## Izvođači
- Joey Tempest – vokali
- Kee Marcello – gitara, prateći vokal
- John Levén – bas-gitara
- Mic Michaeli – klavijature, prateći vokal
- Ian Haugland – bubnjevi, prateći vokal
- Keith Morell – prateći vokal u pjesmama "Coast to Coast" i "Just the Beginning"